# 越生斎場
越生斎場（おごせさいじょう）は、埼玉県入間郡越生町にあり越生町・毛呂山町・鶴ヶ島市・鳩山町・坂戸市の2市3町から構成される一部事務組合広域静苑組合（こういきせいえんくみあい）が運営する火葬場である。葬儀用の式場はなく、火葬設備のみとなっている。

## 施設概要
- 火葬施設
  - 火葬炉 6基
  - 告別・収骨室 6室

- 待合施設
  - 待合室 6室
  - ラウンジ・売店
  - アルコーブ
  - 多目的コーナー

- 駐車場
  - 乗用車 20台
  - バス 3台

## 休館日
1月1日から1月3日および友引

## 交通
- JR八高線、東武越生線 - 越生駅よりタクシーで約10分
- JR八高線 - 明覚駅

## 一部事務組合
管理者
越生町長を管理者、越生町以外の各自治体の首長を副管理者としている。
組合議会
定数18名で、構成する各自治体の議会においてそれぞれの議員のうちから以下の通り選出される
- 越生町　3人
- 毛呂山町　4人
- 鶴ヶ島市　4人
- 鳩山町　3人
- 坂戸市　4人

## 歴史
- 1982年11月 - 都市計画決定[1]
- 1982年12月1日 - 広域静苑組合を設立
- 1985年10月1日 - 使用開始
- 1996年 - 火葬炉1基増設[1]
- 2011年8月 - 待合室2室を和室から洋室へ改修[1]
- 2012年5月 - 坂戸市の加入要請
- 2017年1月4日 - 新築のため都市計画決定・火葬場経営許可
- 2018年12月22日 - 広域静苑組合に坂戸市が加入[4]
- 2018年12月23日 - 新斎場での火葬業務開始[2]

## 増改築計画
広域静苑組合の構成市町における年当たり死亡者数は増加傾向で2035年頃にピークを迎えることが予想されていること、また坂戸市が加入することで人口規模がほぼ倍加することから、火葬炉・待合室などを倍加させる増改築が計画された。このうち増築分については坂戸市が全額負担することとなった。ところが旧火葬場の裏山斜面にはがけ崩れの懸念が指摘され、2016年になって敷地北側へ新築を行う方針に変更された。